# Sol majeur

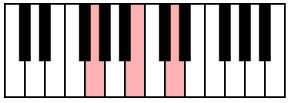
L'accord parfait de sol majeur se compose des notes suivantes : sol, si, ré.

La tonalité de sol  majeur se développe en partant de la note  tonique sol. Elle est appelée G major en anglais et G-Dur dans l'Europe centrale.
L'armure coïncide avec celle de la tonalité relative mi mineur.
L’échelle de sol majeur est : sol, la, si, do, ré, mi, fa♯, sol .
- tonique : sol
- médiante : si
- dominante : ré
- sensible : fa♯

Altérations : fa♯.

## Compositions célèbres en sol majeur
- Concerto brandebourgeois nº 3 de J. S. Bach
- Concerto brandebourgeois nº 4 de J. S. Bach
- Symphonie nº 94 de Joseph Haydn
- Concerto n°1 pour flûte en sol majeur K. 313 de Mozart
- Concerto pour piano nº 4 de Beethoven
- Symphonie nº 8 de Dvořák
- Symphonie nº 4 de Mahler
- Concerto en sol de Ravel
- Pavane pour une infante défunte
- Prélude op. 28 n° 3 de Chopin
- Concerto pour violon de Mendelssohn - second mouvement
- La Marseillaise
- God Save the King
- Ya Lil (Al Anisa Farah) - Ramage